# Niklas Süle
Niklas Süle (født 3. september 1995 i Frankfurt am Main) er en tysk fodboldspiller (midterforsvarer). Han spiller for Borussia Dortmund i Bundesligaen. Han har tidligere spillet for 1899 Hoffenheim og Bayern München

## Klubkarriere
Som ungdomsspiller repræsenterede Süle i flere år Hoffenheim, og i 2012 blev han rykket op som en del af klubbens seniortrup. Han fik sin Bundesliga-debut for klubben 11. maj 2013 i et opgør mod Hamburger SV.
Efter mere end 100 Bundesliga-kampe for Hoffenheim blev Süle i januar 2017 solgt til Bayern München for en pris på ca. 20 millioner euro. Han tiltrådte i klubben i sommeren 2017 og debuterede 18. august samme år i en Bundesliga-kamp mod Bayer Leverkusen. 
Hos Bayern var Süle med til at blive tysk mester fem sæsoner i træk (2018-2022) og vinde Champions League 2020. Samme år vandt klubben også VM for klubhold, UEFA Super Cup, tyske pokalmesterskab og den tyske supercup.
Ved udløbet af kontrakten med Bayern skiftede Süle i sommeren 2022 til Borussia Dortmund.

## Landshold
Süle har indtil videre spillet 45 kampe for det tyske landshold, som han debuterede for 31. august 2016 i en venskabskamp mod Finland. Han var en del af det tyske hold, der vandt guld ved Confederations Cup 2017, og deltog også ved VM 2018 i Rusland.
Som ungdomsspiller repræsenterede Süle adskillige af de tyske U-landshold. Han var også med på det tyske OL-landshold ved OL 2016 i Rio de Janeiro. Her blev Tyskland nummer to i sin indledende pulje efter to uafgjorte kampe og en 10-0-sejr over Fiji. I kvartfinalen blev det til 4-0 over Portugal og i semifinalen 2-0 over Nigeria. I finalen mødte tyskerne hjemmeholdet fra Brasilien, og her måtte man ud i straffesparkskonkurrencen for at få afgjort kampen. Brasilien vandt denne med 5-4 og fik dermed guld, mens Tyskland fik sølv, og Nigeria vandt kampen om bronze.